# 名立寺
名立寺（みょうりゅうじ）は、新潟県上越市名立区名立大町に所在する曹洞宗寺院。山号は江崎山。本尊は聖観世音菩薩。俗称はなだちでら（名立寺）。
越後三十三観音霊場第1番札所である岩屋堂観音堂を管理する寺院でもある。

## 歴史
寺伝では永正年間の開基とし、｢越後名寄｣では 文明年中の上杉能景の所建としている。江戸時代には加賀藩前田氏の参勤交代の宿所となり、赤門として知られる。